# Ecliptopera acalles
Ecliptopera acalles es una especie de polilla de la familia Geometridae. La especie fue descrita por primera vez por Louis Beethoven Prout en 1938 con distribución en el noreste de China. El holotipo de la especie fue descrita en los alrededores de Kwanhsien en la provincia de Sichuan.